# Capella del Crist de l'Hospital
La capella del Crist de l'Hospital de Vila-real (Plana Baixa) és l'últim vestigi d'aquell edifici sanitari, concedit pel rei fundador a la vila i té una interessant decoració barroca. Erigida en el primer terç del segle xviii, consta d'una sola nau amb volta de canó. El presbiteri apareix ornat amb talles d'àngels, garlandes i medallons daurats, i guarda una còpia de l'antic crucifix hospitalari, de gran valor sentimental. L'edifici que l'alberga és avui monestir de religioses dominiques, que conserven una important col·lecció pictòrica en les seves estances claustrals.